# Scionzier
Scionzier és un municipi francès situat al departament de l'Alta Savoia i a la regió d'Alvèrnia-Roine-Alps. L'any 2007 tenia 6.753 habitants.

## Demografia

### Població
El 2007 la població de fet de Scionzier era de 6.753 persones. Hi havia 2.352 famílies de les quals 602 eren unipersonals (327 homes vivint sols i 275 dones vivint soles), 629 parelles sense fills, 1.010 parelles amb fills i 111 famílies monoparentals amb fills.
La població ha evolucionat segons el següent gràfic:
Habitants censats

### Habitatges
El 2007 hi havia 2.614 habitatges, 2.422 eren l'habitatge principal de la família, 17 eren segones residències i 175 estaven desocupats. 1.113 eren cases i 1.468 eren apartaments. Dels 2.422 habitatges principals, 1.241 estaven ocupats pels seus propietaris, 1.093 estaven llogats i ocupats pels llogaters i 87 estaven cedits a títol gratuït; 89 tenien una cambra, 281 en tenien dues, 477 en tenien tres, 736 en tenien quatre i 840 en tenien cinc o més. 1.559 habitatges disposaven pel capbaix d'una plaça de pàrquing. A 1.137 habitatges hi havia un automòbil i a 1.001 n'hi havia dos o més.

### Piràmide de població
La piràmide de població per edats i sexe el 2009 era:
| Homes | Edats   | Dones |
| ----- | ------- | ----- |
| 8     | 95 o +  | 4     |
| 0     | 90 a 94 | 8     |
| 4     | 85 a 89 | 16    |
| 20    | 80 a 84 | 24    |
| 52    | 75 a 79 | 68    |
| 72    | 70 a 74 | 88    |
| 116   | 65 a 69 | 124   |
| 176   | 60 a 64 | 112   |
| 276   | 55 a 59 | 132   |
| 244   | 50 a 54 | 172   |
| 284   | 45 a 49 | 200   |
| 200   | 40 a 44 | 200   |
| 216   | 35 a 39 | 168   |
| 256   | 30 a 34 | 268   |
| 252   | 25 a 29 | 260   |
| 164   | 20 a 24 | 160   |
| 296   | 15 a 19 | 224   |
| 232   | 10 a 14 | 224   |
| 252   | 5 a 9   | 196   |
| 192   | 0 a 4   | 192   |

## Economia
El 2007 la població en edat de treballar era de 4.604 persones, 3.532 eren actives i 1.072 eren inactives. De les 3.532 persones actives 3.158 estaven ocupades (1.848 homes i 1.310 dones) i 375 estaven aturades (181 homes i 194 dones). De les 1.072 persones inactives 257 estaven jubilades, 411 estaven estudiant i 404 estaven classificades com a «altres inactius».

### Ingressos
El 2009 a Scionzier hi havia 2.721 unitats fiscals que integraven 7.871 persones, la mediana anual d'ingressos fiscals per persona era de 16.893 €.

### Activitats econòmiques
Dels 445 establiments que hi havia el 2007, 3 eren d'empreses extractives, 5 d'empreses alimentàries, 3 d'empreses de fabricació de material elèctric, 2 d'empreses de fabricació d'elements pel transport, 136 d'empreses de fabricació d'altres productes industrials, 61 d'empreses de construcció, 92 d'empreses de comerç i reparació d'automòbils, 5 d'empreses de transport, 13 d'empreses d'hostatgeria i restauració, 3 d'empreses d'informació i comunicació, 33 d'empreses financeres, 23 d'empreses immobiliàries, 39 d'empreses de serveis, 14 d'entitats de l'administració pública i 13 d'empreses classificades com a «altres activitats de serveis».
Dels 91 establiments de servei als particulars que hi havia el 2009, 1 era una gendarmeria, 1 oficina de correu, 3 oficines bancàries, 1 funerària, 20 tallers de reparació d'automòbils i de material agrícola, 1 taller d'inspecció tècnica de vehicles, 10 paletes, 12 guixaires pintors, 6 fusteries, 5 lampisteries, 9 electricistes, 2 empreses de construcció, 5 perruqueries, 1 veterinari, 7 restaurants, 4 agències immobiliàries i 3 salons de bellesa.
Dels 19 establiments comercials que hi havia el 2009, 3 eren supermercats, 1 un supermercat, 1 una botiga de més de 120 m², 6 fleques, 3 carnisseries, 1 una botiga de roba, 2 botigues d'electrodomèstics, 1 una botiga d'electrodomèstics i 1 una joieria.
L'any 2000 a Scionzier hi havia 3 explotacions agrícoles.

## Equipaments sanitaris i escolars
Els 2 equipaments sanitaris que hi havia el 2009 eren farmàcies.
El 2009 hi havia 2 escoles maternals i 1 escola elemental. Scionzier disposava d'un col·legi d'educació secundària amb 590 alumnes.

## Poblacions més properes
El següent diagrama mostra les poblacions més properes.